# Jasmos (gmina)
Jasmos (gr. Δήμος Ιάσμου, Dimos Jasmu) – gmina w Grecji, w administracji zdecentralizowanej Macedonia-Tracja, w regionie Macedonia Wschodnia i Tracja, w jednostce regionalnej Rodopy. W 2011 roku liczyła 13 810 mieszkańców. Powstała 1 stycznia 2011 roku w wyniku połączenia dotychczasowych gmin Jasmos i Sostis oraz wspólnoty Amaksades. Siedzibą gminy jest Jasmos.